# Список пам'ятників Григорію Сковороді
Пам'ятники Григорію Сковороді — пам'ятники українському філософу і поету, встановлені в містах та селищах України, за кордоном, а також представлені в закладах чи колекціях.
Перший пам'ятник Григорію Сковороді був виконаний Надією Крандієвською до 20-го листопада 1919 року для встановлення на Брянському вокзалі у Москві. Монумент з гіпсу був зруйнований через падіння частини п'єдесталу у день його встановлення. Кілька пам'ятників Сковороді створив Іван Кавалерідзе. Перший пам'ятник за його проєктом був відкритий 1922 року в Лохвиці Полтавської області до 200-річчя від дня його народження. Під час Німецько-радянської війни монумент, що був виготовлений з бетону, був пошкоджений, а у 1972 році відновлений автором у бронзі.
Пам'ятники Сковороді є на території трьох меморіальних музеїв, у містах та місцевостях, де бував Сковорода, на територіях навчальних закладів названих його іменем.
Оскільки не збереглось прижиттєвого зображення чи портрета з натури (лише копії портрету, створеного незадовго до смерті Сковороди, але по пам'яті художника), то скульптори не могли відтворити портретну схожість й авторам доводилось орієнтуватись на своє сприймання й внутрішнє бачення образу філософа.

## В Україні

### Монументальна скульптура
Пам'ятники, пам'ятні знаки, меморіальні дошки
| Зовнішні зображення | Зовнішні зображення                                         |
| ------------------- | ----------------------------------------------------------- |
|                     | Погруддя в Переяславі з сайту Енциклопедія сучасної України |

| Зовнішні зображення | Зовнішні зображення                     |
| ------------------- | --------------------------------------- |
|                     | Дошка з сайту Лебединської міської ради |

| Зовнішні зображення | Зовнішні зображення               |
| ------------------- | --------------------------------- |
|                     | Фрагмент скульптури з сайту Шотам |

### Виставкова скульптура
Малі архітектурні форми
| Зовнішні зображення | Зовнішні зображення                                                             |
| ------------------- | ------------------------------------------------------------------------------- |
|                     | Скульптура-торс Григорія Сковороди на сайті Національного музею історії України |

| Зовнішні зображення | Зовнішні зображення                                  |
| ------------------- | ---------------------------------------------------- |
|                     | Бюст Сковороди на сайті Черкаського художнього музею |

| Зовнішні зображення | Зовнішні зображення                                    |
| ------------------- | ------------------------------------------------------ |
|                     | Дерев'яна скульптура М. Степанова на сайті ХУДКОМБИНАТ |

| Зовнішні зображення | Зовнішні зображення              |
| ------------------- | -------------------------------- |
|                     | Погргуддя Сковороди на сайті ТСН |

## У світі
| Зображення         | Тип               | Місце                                         | Відкрито | Автор              | Примітки |
| ------------------ | ----------------- | --------------------------------------------- | -------- | ------------------ | -------- |
|                    | Меморіальна дошка | Церква св. Миколая в Токаї, Угорщина          | 1998     | Вікторія Чернак    | [ 40 ]   |
|                    | Меморіальна дошка | Інститут лінгвістики у Братиславі, Словаччина | 2003     | Михайло Белень     | [ 41 ]   |
| безрамки300x300пкс | Скульптура        | Парк Книги на Алеї митців, Любляна, Словенія  | 2016     | Сейфаддін Гурбанов | [ 42 ]   |
|                    | Скульптура        | Біля Українського дому, Вашингтон             | 2022     | Марк Роудс         | [ 43 ]   |